# Treetops Hotel

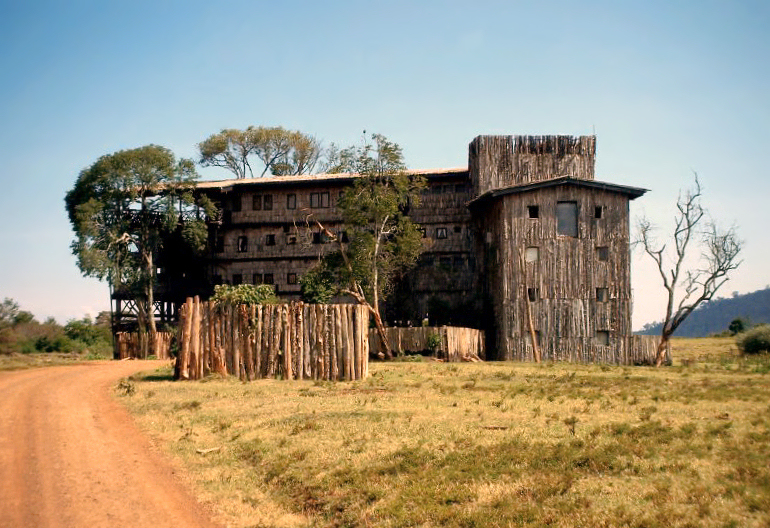
Treetops Hotel

Das Treetops Hotel im Aberdare-Nationalpark in Kenia liegt etwa 15 km nordwestlich von Nyeri in der Aberdare Range, auf einer Höhe von 1966 m in Sichtweite des Mount Kenya. Das Hotel wurde 1932 als Baumhaus eröffnet und bot den Gästen die Möglichkeit, in völliger Sicherheit wilde Tiere an einer nahen Wasserstelle zu beobachten. Internationale Bekanntheit erlangte es 1952, als die britische Prinzessin Elisabeth hier als Königin Elisabeth II. die Thronfolge antrat. Guerillakämpfer zerstörten das erste Hotel 1954 während des Mau-Mau-Kriegs. Es wurde danach in unmittelbarer Nähe des Originalstandorts wieder aufgebaut und entwickelte sich in der Folge zu einem beliebten Reiseziel zahlreicher wohlhabender und prominenter Touristen.

## Geschichte
Major Eric Sherbrooke Walker, der Land in der Aberdare Range besaß, hatte die Idee, für seine Ehefrau Bettie ein Baumhaus zu errichten. 1932 entstand in einem riesigen, 300 Jahre alten Feigenbaum ein Baumhaus mit zwei Zimmern. Dieses war eine Außenstelle des Outspan Hotel in Nyeri, das ebenfalls von den Walkers erbaut worden war. Die Bauarbeiten wurden durch die Anwesenheit wilder Tiere erschwert, da das Baumhaus absichtlich neben einem Wildpfad zu einer Wasserstelle stehen sollte. Arbeiter und Aufseher wurden oft in die Flucht geschlagen, was erhöhte Lohnkosten zur Folge hatte. Ursprünglich nur mittwochs als Beobachtungsplattform für Gäste genutzt, stieg die Nachfrage rasch an, weshalb die Walkers das Baumhaus auf vier Zimmer erweiterten. Eines davon war für einen ansässigen Jäger bestimmt.
Ein häufiger Gast in den ersten Jahren war Robert Baden-Powell, Gründer der Pfadfinderbewegung, der in Nyeri seinen Lebensabend verbrachte. 1952 folgten die britische Prinzessin Elisabeth und ihr Ehemann Prinz Philip einer Einladung des Ehepaars Walker und verbrachten am 5./6. Februar eine Nacht im Treetops Hotel. In dieser Nacht starb der britische König Georg VI.; Elisabeth erfuhr davon, nachdem sie das Hotel verlassen hatte und in der Sagana Lodge in Kiganjo angekommen war. Sie war die erste britische Monarchin seit Georg I., die zum Zeitpunkt der Thronbesteigung im Ausland weilte. Unmittelbar nachdem sie davon erfahren hatte, kehrte sie nach Großbritannien zurück. Der berühmte Jäger Jim Corbett, der im Treetops Hotel lebte, schrieb folgende Zeilen ins Gästebuch:

“For the first time in the history of the world, a young girl climbed into a tree one day a Princess and after having what she described as her most thrilling experience she climbed down from the tree next day a Queen — God bless her.”

„Das erste Mal in der Weltgeschichte stieg ein junges Mädchen eines Tages als Prinzessin auf einen Baum und nachdem sie gemäß ihren Worten ein absolut aufregendes Erlebnis hatte, stieg sie am nächsten Tag als Königin herunter — Gott segne sie.“

Der Mau-Mau-Krieg begann 1951/52 als Protest gegen die britische Dominanz und Diskriminierung in der Heimat der Kikuyu und entwickelte sich zu einem bewaffneten Konflikt. Die Briten unterdrückten 1953/54 den Aufstand und hunderte von Mau-Mau-Rebellen versteckten sich im Aberdare Range, angeführt von Dedan Kimathi. Im Juni 1953 wurde die gesamte Region zum Sperrgebiet für Afrikaner erklärt und ein Schießbefehl erlassen. Während der „Operation Blitz“ Ende 1953 starben 125 Rebellen. Im Januar 1954 folgte die „Operation Hammer“ der King’s African Rifles, die jedoch kaum noch auf Aufständische trafen, da die meisten die Gegend bereits verlassen hatten. Als Protest gegen den Schießbefehl und die wiederholten Militäroperationen brannten die Rebellen das Treetops Hotel, das die King’s African Rifles als Beobachtungsposten nutzten, am 27. Mai 1954 nieder. Dieser Zwischenfall geschah, als die Briten den letzten Widerstand zu brechen begannen.
1957 wurde das Treetops Hotel wiederaufgebaut, auf einem nahe gelegenen Kastanienbaum an derselben Wasserstelle. Aufgrund der Medienaufmerksamkeit, die das Hotel seit dem Besuch von Königin Elisabeth erlangt hatte, zog es zahlreiche bekannte Persönlichkeiten an, die das Naturspektakel beobachten und gleichzeitig komfortabel untergebracht sein wollten. Zu ihnen gehörten Charlie Chaplin, Joan Crawford und Lord Mountbatten. Während einiger Jahre galt das Motto „no see, no pay“: Die Gäste durften gratis übernachten, falls während ihres Aufenthalts keine wilden Tiere zu sehen waren. Seit 1978 sind das Treetops Hotel und das Outspan Hotel in Nyeri im Besitz des Unternehmens Aberdare Safari Hotels. Aufgrund des Erfolgs des Treetops wurde im Shimba Hills National Reserve ein weiteres Baumhaushotel eröffnet, das Shimba.

## Hotel
Das Hotel umfasst heute 36 Zimmer (darunter drei Suiten) auf vier Stockwerken, wobei das Bauwerk durch Stelzen zusätzlich abgestützt wird. Besucher können die Tierwelt von ihren Zimmern, von Balkonen oder von der Dachterrasse aus beobachten, hinzu kommen zwei Unterstände auf dem Boden. Tagsüber können vor allem Elefanten, Büffel, Wasserböcke und Warzenschweine beobachtet werden, nachts Nashörner, Löwen und Leoparden. Die Gäste bleiben in der Regel ein bis zwei Tage; sie checken im Outspan Hotel in Nyeri ein und werden per Bus hierher gefahren. Angeboten werden auch Rundfahrten in anderen Teilen des Nationalparks.